# Pan (film, 2015)
Pan är en amerikansk fantasyfilm om J.M. Barries figur Peter Pan, i regi av Joe Wright efter ett manus av Jason Fuchs. Filmen hade biopremiär den 9 oktober 2015.

## Rollista (i urval)
- Hugh Jackman – Kapten Svartskägg[3]
- Garrett Hedlund – Kapten Krok[4]
- Levi Miller – Peter Pan[5]
- Rooney Mara – Tiger Lily[6]
- Amanda Seyfried – Mary[7]
- Kathy Burke – Moder Barnabas
- Leni Zieglmeier – Wendy Darling
- Jack Charles – Tjuven
- Adeel Akhtar – Smee
- Na Tae-joo – Kwahu

## Kritik
| ”                                                   | Det är en sorglig paradox:att ha en budget i 900-miljonersklassen till sitt förfogande men inte tillräckligt med fantasi att investera dem i.[...] Joe Wright, som bland annat gjort ”Stolthet och fördom”, ”Försoning”, ”Solisten”, ”Hanna” och ”Anna Karenina”, är uppenbart inte heller rätt man för projektet, han har svårt att få Jason Fuschs manus att lyfta. | „ |
| – Elias Björkman, Svenska Dagbladet 23 oktober 2015 | |   |